# The Heptones
Das Gesangs-Trio The Heptones ist eine Mitte der 1960er und Anfang der 1970er Jahre bekannt gewordene jamaikanische Reggae-Band. Sie gehören zu den maßgeblichen Rocksteady-Gesangsgruppen und waren eine der wenigen, die erfolgreich den Übergang zur Reggae-Ära geschafft haben.

## Werdegang
Leroy Sibbles, Barry Llewellyn und Earl Morgan taten sich 1965 in Kingston zusammen, nannten sich zunächst Hep Ones, später wurde daraus der Bandname The Heptones. Zunächst arbeiteten sie mit dem Produzenten Ken Lack, wechselten aber schon 1966 zu Clement „Coxsone“ Dodds legendärem Studio One, dem bedeutendsten jamaikanischen Musiklabel der Rocksteady-Zeit. Dodd half den jungen Musikern ihren Gesang zu entwickeln und bot dem aufblühenden Songschreiber Sibbles Anleitung. Die Heptones hatten im selben Jahr ihren ersten Hit mit der Single Fattie Fattie, die zwar nicht im Radio gespielt werden durfte, sich aber trotzdem sehr gut verkaufte. Es war der erste Song, der jemals in Jamaika zensiert wurde. Der nicht völlig jugendfreie Text über mollige Frauen brachte den Heptones nicht nur in ihrer Heimat Erfolg, er wurde auch ein Charterfolg in Großbritannien. In den folgenden fünf Jahren produzierten die Heptones mit Dodd große Mengen an Material, darunter 1970 die erste LP On Top. Die Zusammenarbeit mit Dodd intensivierte sich, Sibbles, der Frontmann der Heptones, wurde in dieser Zeit bei Studio One zum angestellten Songschreiber, Session-Bassist des Studios, Assistant Producer und Talentscout für Dodd. Natürlich arbeitete er dabei mit einer Vielzahl anderer Musiker des Labels zusammen. Sibbles Basslines finden sich auf Aufnahmen von Dennis Brown, den Abyssinians oder Lee Perry aus dieser Zeit.
Um 1971 verließ Sibbles mit den Heptones Studio One, dem der Frontmann sich inzwischen entwachsen fühlte und das er wohl als eingrenzend empfand. The Heptones arbeiten in kurzer Folge mit verschieden jamaikanischen Produzenten zusammen, darunter Joe Gibbs, Harry J, Augustus Pablo, Rupie Edwards. In Sibbles Texten zeigt sich ab dieser Zeit ein soziales Bewusstsein und Bezüge zum Rastafari-Glauben.
Mit Island Records wurde 1975 wieder ein Vertrag mit einem größeren Label geschlossen. Von Lee „Scratch“ Perry produziert, entstand hauptsächlich mit neu aufgenommenem, altem Studio One Material Night Food, und wurde 1976 herausgebracht. Das Nachfolgealbum Party Time erschien 1977 in ähnlichem Stil, u. a. mit einer Coverversion von Bob Dylans I Shall Be Released. Es wurde das international erfolgreichste Album der Heptones. Die nächste LP Better Days im Jahr 1978 wurde aber ein Misserfolg und Frontmann Sibbles verließ die Heptones, um sich seiner Solokarriere zu widmen. Die verbliebenen Heptones Llewellyn und Morgan nahmen Naggo Morris ins Trio auf, in der Folgezeit wechselte die Besetzung weiter, Glen Adams, Joseph Forester, und andere waren zeitweilig beteiligt. The Heptones hatten in den 1980er Jahren verschiedene Auftritte und nahmen weitere Platten auf, ihr Erfolg erreichte aber nicht mehr die Höhen wie zu der Zeit mit Sibbles.
Das originale Trio mit Sibbles, Llewellyn und Morgan kam 1995 wieder zusammen, von Tappa Zukie produziert erschien das Album Pressure!. Auch im 21. Jahrhundert traten Sibbles und Llewellyn weiterhin als „The Heptones“. Am 23. November 2011 verstarb Barry Llewellyn in Kingston im Alter von 64 Jahren, nachdem er nur drei Monate zuvor noch unter anderem in Deutschland aufgetreten war.

## Diskografie (Auswahl)
- Fattie Fattie (Studio One, 1967)
- On Top (Studio One, 1968)
- The Heptones and Friends Volume 1 (1971)
- The Heptones and Friends Volume 2 (1972)
- Book of Rules (1973)
- Cool Rasta (1976)
- Night Food (1976)
- Party Time (Island Records, 1977)
- Good Life (1979)
- Better Days (1981)
- Swing Low (1985)
- Changing Times (1986)
- Pressure! (1995)
- Deep in the Roots (2004)